# Бэйфронт-парк

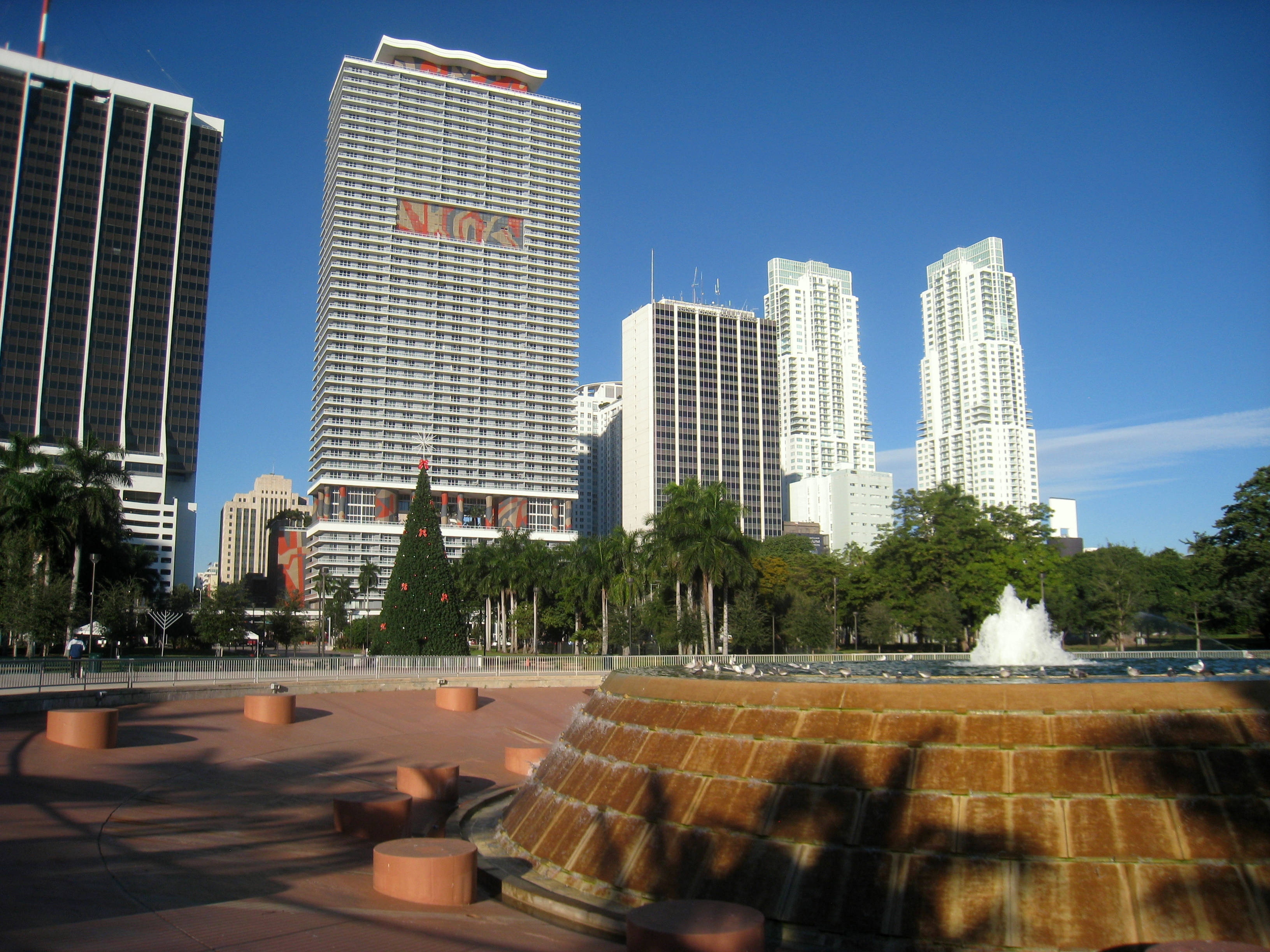

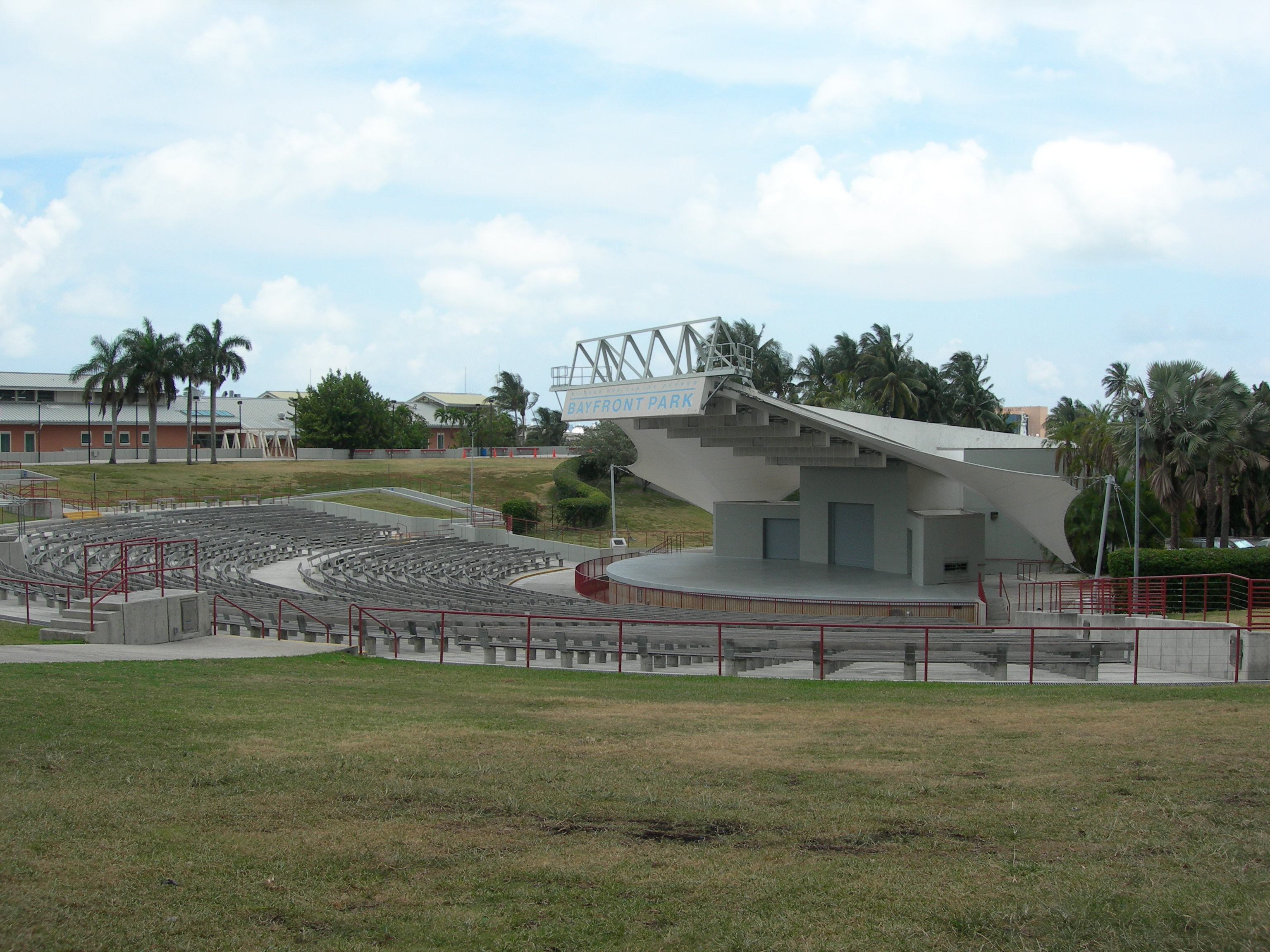

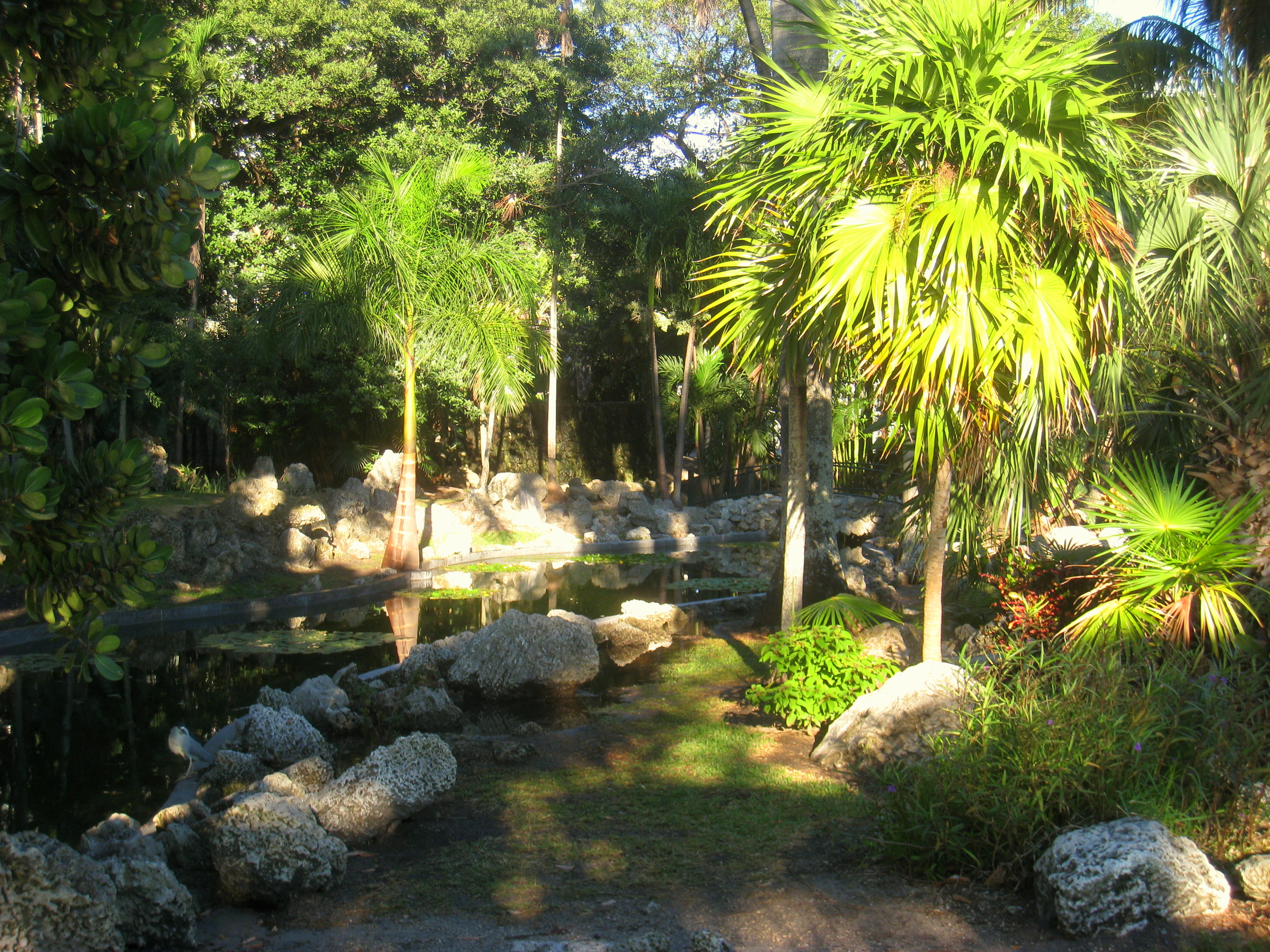

Бэйфронт-парк (англ. Bayfront Park) — городской общественный парк в районе Даунтаун города Майами, штат Флорида, в США.

## Общие сведения
Парк расположен на берегу залива Бискейн, на севере он граничит с торговой зоной Бейсайд и зданиями Америкэн-Эрлайнз-Арена, на юге - с отелем Шопен-Плаза, на западе его границей является бульвар Бискейн. Работы по возведению парка начались в 1924 году по проекту архитектора Уоррена Генри Мэннинга, открыт он был в марте 1925 года. Площадь Бэйфронт-парка составляет 32 акра. В 1980 здесь была проведена генеральная реконструкция под руководством американского архитектора японского происхождения Исаму Ногучи.
В Бэйфронт-парке в течение года проводятся различные праздничные официальные мероприятия, такие, как Празднования Рождества и Нового года, Нью-Йоркские балы, концерты, в которых задействованы такие здания и учреждения, как Амфитеатр парка Бэйфронт (рассчитанный на 10 тысяч зрителей), павильон Тины Хилл. От причалов парка проводятся прогулочные туры по водам залива Бискейн.
В 2011 году на праздновании Дня независимости США парк посетили около 60 тысяч человек. При проведении музыкального фестиваля Ultra Music Festival за три дня в парке побывало более 165 тысяч посетителей, а в 2013 число посетивших достигло 330 тысяч.
В настоящее время управление парка находится у треста Bayfront Park Management Trust, контролирующемся городскими властями города Майами.

## Автоспорт
В Бэйфронт-парке в настоящее время также расположен современный автодром, сооружённый к 2002/2003 годам. На скоростных трассах, расположенных вдоль побережья Атлантического океана и на некоторых улицах, проходят гонки автомобилей серий Champ Car и Американской Ле-Ман (ALMS). Длина скоростных трасс составляет 2,478 километров (1,540 миль), движение здесь проводится в направлении по часовой стрелке. Достаточно узкие линии движения делают трассу весьма сложной при соревнованиях.

## Происшествия
15 февраля 1933 года в Бэйфронт-парке был смертельно ранен мэр Чикаго Антон Чермак, пожимавший в это момент руку кандидату в президенты США Ф.Д.Рузвельту. Стрелявший Джузеппе Зангара при этом ранил ещё четырёх человек, один из которых позднее скончался.

## Дополнения
- Bayfront Park : [№ 278195] // U.S. Geological Survey Geographic Names Information System :  [англ.] / Domestic Names Committee ; U.S. Board on Geographic Names. — Дата обращения : 06.03.2025.
- Официальный веб-сайт парка Бэйфронт